# Fortim de Aracati
O Fortim de Aracati localizava-se à margem esquerda do rio Jaguaribe, cerca de cinco quilômetros acima de sua foz, atual cidade de Fortim, no litoral do estado brasileiro do Ceará.

## História
Este fortim é citado por BARRETTO (1958), que informa tratar-se de uma fortificação sumária, de construção posterior à do Forte Real de São Francisco Xavier (1695), estando artilhado com seis peças (op. cit., p. 94).